# Apterostigma auriculatum
Apterostigma auriculatum (лат.) — вид примитивных муравьёв-грибководов (Attini) рода Apterostigma из подсемейства Myrmicinae. 

## Распространение
Центральная и Южная Америка: от Гондураса до Бразилии и Колумбии.

## Описание
Мелкие муравьи коричневого цвета. Глаза относительно большие и выпуклые (более девяти омматидиев по самой короткой оси); лобные доли при виде анфас субквадратные, передний край наличника вогнутый, без блестящей кутикулярной полосы; шея относительно длинная и широкая, без срединного киля; плечевой выступ на виде сверху в виде угловатой доли; вентральный мезоплевральный киль при виде сбоку тонкий; и петиоль при виде сбоку треугольный, с передне- и постеродорсальным профилями почти одинаковой длины. Усики рабочих и самок 11-члениковые, у самцов состоят из 12 сегментов. Нижнечелюстные щупики 3-члениковые, нижнегубные щупики состоят из двух сегментов (формула щупиков 3,2). Стебелёк между грудкой и брюшком состоит из двух члеников: петиоля и постпетиоля (последний отделён от брюшка), жало развито, куколки голые (без кокона). Петиоль вытянутый, без явного узелка.

## Таксономия
Вид был впервые описан в 1925 году американским мирмекологом Уильямом Уилером.